# Narcisismo maligno
Il narcisismo maligno è una sindrome psicologica che comprende un mix estremo di narcisismo, comportamento antisociale, aggressività e sadismo. Il narcisista maligno è chiamato anche "narcisista perverso" o "manipolatore perverso". Seduttore, grandioso, e sempre pronto ad aumentare i livelli di ostilità, il narcisista maligno mina le famiglie e le organizzazioni in cui è coinvolto, e "disumanizza" le persone con cui entra in relazione.

A livello penale, il narcisismo non è considerato un ostacolo alla capacità di intendere e di volere.

## Definizione
Lo psicologo Erich Fromm ha inventato il termine «narcisismo maligno» nel 1964, descrivendolo come una «malattia mentale grave» che rappresenta «la quintessenza del male». Ha qualificato la condizione del narcisista maligno come la «patologia più grave e alla radice della distruttività viziosa e disumana».
Otto F. Kernberg identificava la sindrome di narcisismo maligno come collocata a metà via fra il disturbo narcisistico di personalità e il disturbo antisociale di personalità:
Il "narcisismo maligno" potrebbe includere aspetti del disturbo narcisistico della personalità (NPD) accanto ad un mix di tratti antisociali, paranoici e sadici del disturbo di personalità.
Mentre il disturbo narcisistico di personalità è categorizzato e descritto nell'attuale Manuale diagnostico e statistico dei disturbi mentali (DSM-5), il narcisismo maligno non viene considerato e la sua esistenza in quanto ipotesi di sindrome, è contestata da alcuni specialisti.

## Origini del narcisismo maligno
Il narcisista maligno ha avuto probabilmente un genitore molto svalutante, che lo ha pesantemente trascurato o denigrato. Nel tempo, il bambino ha iniziato a covare rabbia e odio contro questo genitore; questo odio profondo può portare il narcisista adulto a provare rabbia verso ciò che inconsciamente identifica con il genitore. Può prendere di mira anche i figli, assecondando il proprio desiderio di replicare su qualcun altro quello che ha subìto lui (o lei), secondo un meccanismo chiamato di identificazione proiettiva.
Secondo alcuni specialisti, un ruolo fondamentale nello sviluppo del narcisismo sarebbe giocato dal risentimento, cioè dalla sensazione di avere subito delle ingiustizie e di non aver potuto ribellarsi al riguardo. Se il bambino sente di avere vissuto delle forti ingiustizie, può sviluppare il risentimento come un sistema di difesa, e quindi arrivare all'età adulta con determinate aspettative su quello che gli spetta come risarcimento.
Il narcisista maligno quindi può essere motivato da un desiderio di vendetta.

## Tratti e segni
Tipicamente, il narcisista maligno tende a mentire e gode della sofferenza altrui, mentre lui (o lei) non si scusa mai per i suoi eccessi; è intollerante verso le differenze e in generale non tollera chiunque non la pensi come lui, ed esprime giudizi molto negativi sugli altri.
Comportamenti gravi associati al narcisismo maligno sono la violenza domestica, l'abuso infantile, la molestia sessuale, lo stalking, nonché l'omicidio, il parricidio e il terrorismo. Esso infatti è evidenziato come un'area chiave nello studio degli omicidi di massa, omicidi sessuali e seriali.
(Domenico De Berardis)

### Machiavellismo
Il narcisista maligno si preoccupa di mantenere un'apparenza di rispettabilità; per questo motivo cerca di crearsi un gruppo di complici, persone che riesce a convincere del suo valore e delle sue buone intenzioni, o che magari lo idealizzano come leader forte, e che lo legittimano nei suoi gesti di sadismo. In questo si distingue dal narcisista antisociale, che invece non mostra la minima preoccupazione del giudizio altrui, e nessun rimorso. Può capitare che per mantenere quest'apparenza di rispettabilità, il narcisista maligno ricorra a dei veri propri piani machiavellici per dare sfogo ai propri impulsi sadici e crudeli sotto la maschera di una "buona causa".

### Psicopatia
A causa delle loro similarità, il termine "narcisista maligno" e "psicopatico" sono talvolta usati in modo intercambiabile, in quanto sono concettualmente distinti ma spesso si sovrappongono (cf. triade oscura). Gli individui con disturbo narcisistico di personalità, narcisismo maligno e psicopatia mostrano tutti tratti simili che sono delineati nella Hare Psychopathy Checklist. Questo test diagnostico ha 20 item segnati su una scala di tre punti: se l'item non si applica si ha punteggio 0, se c'è una corrispondenza parziale o informazioni miste punteggio 1, e punteggio 2 se c'è una corrispondenza ragionevolmente buona. Con un punteggio massimo di 40, il "cut-off" per l'etichetta di psicopatia è 30 negli Stati Uniti e 25 nel Regno Unito. I punteggi più alti sono associati positivamente a misure di impulsività e aggressività, machiavellismo, comportamento criminale persistente, e associati negativamente a misure di empatia.
È stata confermata l'importanza della proiezione come meccanismo di difesa tipico della paranoia, così come "la vulnerabilità del paziente alla regressione narcisistica maligna".

### Difficoltà nella diagnosi
Il disturbo narcisistico è un problema molto diffuso, ma arriva raramente all'osservazione medica, in quanto la persona si rivolge a un medico solo quando degli eventi della vita lo mettono in crisi e cade in depressione. Ci può essere allora il rischio che venga curata la depressione, ma non il narcisismo, e questo è un problema soprattutto nel caso si tratti di "narcisismo maligno". 
(Domenico De Berardis)

### Amore dipendente e tradimento
La relazione amorosa con un narcisista maligno mostra diverse caratteristiche della dipendenza affettiva: il narcisista infatti ha un comportamento manipolatorio che crea dipendenza nel partner. La relazione con un/una narcisista maligno segue tipicamente le tre fasi di "love bombing", "isolamento" e "abbandono", che possono avere tempi diversi.
Non è raro che un/una narcisista maligno mantenga più relazioni contemporaneamente: l'isolamento in cui costringe le sue diverse vittime serve a mantenere in essere il tradimento.
La dipendenza affettiva non si instaura solo in una coppia, ma può caratterizzare anche il legame fra genitori e figli. Salvador Minuchin ha parlato di invischiamento famigliare per indicare una tendenza a occuparsi "troppo" gli uni degli altri e dove i confini tra i membri sono confusi.
Quando il narcisista vede messo a rischio il legame simbiotico che desidera con l'altra persona, può ricorrere alla manipolazione e nei casi più gravi alla violenza. Alcuni casi di femminicidio inteso come omicidio e omicidio-suicidio sono direttamente collegati a dinamiche di dipendenza affettiva.

### Terapia
Il narcisista maligno tipicamente non ammette di avere un disagio psicologico. Può accadere invece che "il paziente tenta di trionfare sull'analista distruggendo l'analisi e se stesso". Oltre a boicottare la terapia trattando il terapeuta senza empatia né rispetto può cercare di distruggere la reputazione del terapeuta, qualora egli non si lasci manipolare.

Nei rari casi in cui un narcisista maligno entra in terapia, è importante che lo psicoterapeuta permetta al paziente di esprimere le emozioni che sono state represse durante l'infanzia
(Germana Verganti)

## Nel diritto penale
Non mancano casi di cronaca nera in cui l'imputato ha cercato di sostenere il "vizio di mente" per non risultare responsabile. Tuttavia, in diversi casi si è ritenuto che il narcisismo non comporta incapacità di intendere e di volere. Prevale la linea secondo cui una mancanza di empatia non equivale necessariamente a incapacità di intendere e di volere.

## Nella cultura di massa
- Ritratto di signora, romanzo di Henry James
- La mia droga si chiama Julie, film di François Truffaut
- Nel film American Psycho di Mary Harron, secondo il Journal of Psychoanalytic Psychology[30], il protagonista Patrick Bateman rappresenta in maniera clinicamente accurata questo disturbo.
- Rosalind Penfold, 2006, Le pantofole dell'orco. Storia di un amore crudele, Sperling & Kupfer.
- Asa Grennvall, Settimo Piano, Hop! Edizioni[collegamento interrotto]